# Zibelmios
Zibelmios (grec ancien: Ζιβέλμιος) est un roi thrace du IIe siècle av. J.-C., prince des Cænes vers 141 av J.-C.. Comme son père Diegylis, il est essentiellement connu par Diodore de Sicile qui les décrit comme des barbares cruels et coupables d'actes d'une sauvagerie inouïe.

## Histoire
Vers 148-146 av J.-C., après la tentative d’usurpation d’un nommé Bizes (peut-être son oncle Bithyas?), Zibelmios succède à son père et le venge de manière barbare et sanglante en punissant ses adversaires et toute leur famille, coupant les uns en morceaux, mettant les autres en croix, brûlant vif le reste, dont il sert les chairs aux plus proches de la famille, égalant les anciens festins de Térée et de Thyeste.  
Lassés, les Thraces se saisirent de Zibelmios, rivalisent entre eux pour le choix des tortures et des supplices à faire subir à leur prisonnier. 

## Évocation littéraire
- Valère Maxime le fait également figurer dans son œuvre « Faits et dits mémorables » (volume IX) qui appelle ce prince Ziselmius et son père Diogiris[3].